# Mémorial Albert Einstein

Photo du mémorial Albert Einstein à Washington D.C

Le mémorial Albert Einstein est une statue de bronze représentant Albert Einstein assis avec des papiers manuscrits en main réalisée par le sculpteur Robert Berks (en). Il est situé dans le centre de Washington, DC, dans un bosquet d'arbres à l'angle sud-ouest de l'enceinte de l'Académie nationale des sciences, 2101 Constitution Avenue NW, près du Vietnam Veterans Memorial. Le mémorial a été dévoilé lors de la réunion annuelle de l'Académie, le 22 avril 1979, en l'honneur du centenaire de la naissance d'Einstein.
En juillet 2012, la sculpture est recouverte au crochet par l'artiste polonaise Olek.